# Monopoli
Monopoli är en ort och kommun i storstadsregionen Bari, innan 2015 provinsen Bari, i regionen Apulien i Italien. Kommunen hade 48 964 invånare (2017).